# مارسيلو أوليفيرا
مارسيلو أوليفيرا (بالبرتغالية: Marcelo Oliveira Ferreira) (29 مارس 1987 في البرازيل - ) هو لاعب كرة قدم برازيلي في مركز الوسط. لعب مع أتلتيكو باراناينسي وباوليستا وغريميو بورتو أليغرينزي ونادي بالميراس ونادي كروزيرو ونادي كورينثيانز ونادي غريميو بارويري.

## وصلات خارجية
- مارسيلو أوليفيرا على موقع قاعدة بيانات كرة القدم.إي يو (الإنجليزية)
- مارسيلو أوليفيرا على موقع Soccerway.com (الإنجليزية)
- مارسيلو أوليفيرا على موقع عالم كرة القدم.نت (الإنجليزية)
- مارسيلو أوليفيرا على موقع AS.com (الإسبانية)